# マリュー・ラミアス
- 機動戦士ガンダムSEED DESTINY > 機動戦士ガンダムSEED DESTINYの登場人物 > マリュー・ラミアス

マリュー・ラミアス (Murrue Ramius) は、テレビアニメ『機動戦士ガンダムSEED』（以降、『SEED』）および『機動戦士ガンダムSEED DESTINY』（以降、『SEED DESTINY』）に登場する架空の人物。
担当声優は三石琴乃。

## 人物
- 人種：ナチュラル
- 生年月日：C.E.45年10月12日
- 星座：天秤座
- 年齢：26歳（『SEED』）→28歳（『SEED DESTINY』）
- 血液型：O型
- 身長：170cm
- 体重：63kg（『SEED』）→50kg（『SEED DESTINY』）[注 1]
- 階級：大西洋連邦宇宙軍第8艦隊大尉[1][2]→同少佐[3]→オーブ連合首長国海軍三佐 (Lieutenant Commander)[注 2] →海軍一佐 (Captain) →大佐（オーブ軍、コンパス）[注 3]

物語開始当初は地球連合軍の女性士官で、階級は大尉。大西洋連邦のヘブンアイランド技術研究所では、技術士官としてPS装甲の開発に携わっていた。強襲機動特装艦アークエンジェルの副長として、G兵器拝領のためにスペースコロニー・ヘリオポリスへの入港中にザフト軍の襲撃に遭遇し、なしくずし的に同艦の事実上の艦長を務めることになる。基本的には情に厚く、軍人として冷徹さが要求される状況においても情を優先する傾向があるため、軍務の遂行を最優先とする副長兼兵器管制担当のナタル・バジルールとは対立が絶えなかった。しかし、アークエンジェルに乗り合わせた地球連合軍エースパイロットのムウ・ラ・フラガとは、恋人同士となる。
作中には、『SEED』のオープニングアニメーションで描かれる裸体をはじめマリューが巨乳であることを示唆する描写が数多く盛り込まれているため、ガンダムシリーズの生みの親である富野由悠季にも「あんなおっぱい大きな美人なネーちゃんが艦長なんてありえない」と苦言を呈されている。
身体能力についてはナチュラルの割にかなり高く、ザフトの一般兵を撃退した経験を数多く持つうえ、『SEED DESTINY』ではラクス・クラインを狙って来襲したザフト軍とうかがえる暗殺部隊とも対等以上に戦っている。

## 経歴

### 機動戦士ガンダムSEED
ザフト軍のヘリオポリス襲撃の際にはアークエンジェルの副長を務めていたが、輸送中だったG兵器は自身の手で起動させたストライク以外の全機が奪取される。この戦闘により、アークエンジェルは艦長以下のブリッジ要員のほとんどを失ったため、マリューは多数の避難民を抱えた同艦の事実上の艦長を務めることになる。当初は軍事機密であるG兵器に触れたキラ・ヤマトたちを拘束するなど軍人としての行動をとるが、情の厚さから次第に理解を示し、彼らと共闘するようになる。その一方、ムウとは男女として惹かれ合っていく。
軍人としての本分よりも情に流される面からナタルと対立することも多かったが、彼女と補完し合うことで局面における的確な判断を下し、ザフト軍の執拗な追撃を凌ぎながらアークエンジェルをアラスカ基地までたどり着かせる。ザフト軍によるアラスカ基地攻略戦の際には、自艦を含む多くの友軍を捨て駒にした連合軍に憤慨して艦ごと脱走し、オーブへ身を寄せる。
オーブ壊滅後は、オーブ残存勢力の戦艦クサナギやラクスらがザフト軍から奪取した戦艦エターナルと共闘し、連合軍とザフト軍のいずれにも属さない第3勢力「三隻同盟」の一翼をなした。
最終決戦の第二次ヤキン・ドゥーエ攻防戦では、ナタルが艦長を務めるドミニオンから発射されたローエングリンをムウが損傷したストライクでアークエンジェルの盾となって防いでくれたため、撃沈の危機を脱している。爆砕するストライクの姿を目の当たりにした悲しみから逆上してアークエンジェルのローエングリンを発射させ、ドミニオンを撃沈した。その後はムウを失った悲しみに耐えながら最終決戦を戦い抜き、生還している。

### 機動戦士ガンダムSEED DESTINY
先の戦争終結後はアンドリュー・バルトフェルドやコジロー・マードックらと共にオーブへ亡命し、アスハ家の別宅にバルトフェルドやキラ、ラクスらと同居しながら、「マリア・ベルネス」の偽名でモルゲンレーテ社の造船課にエンジニアとして勤めていた。
とある深夜にラクスを狙ってきたザフト軍とうかがえる暗殺部隊の襲撃を受けるが、バルトフェルドやキラと共にこれを防ぐ。この事件をきっかけに、フリーダムでカガリ・ユラ・アスハを連れ去ることに決めたキラと共に出航したアークエンジェルの艦長席に再び座り、オーブを後にする。終わりの見えない戦局に苦悩する一方、再びアスラン・ザラと敵対することとなって悩むキラに対しては、母性的な優しさで幾度か励ました。
ベルリンでは、連合軍の士官ネオ・ロアノークとして生きていたムウを、アークエンジェルの捕虜とする。ネオとしての記憶しか持っていないムウの姿に悲しむ一方、アークエンジェルに残されていた彼のデータから、ムウ本人であることを確信する。その後、オーブでネオにスカイグラスパーを譲渡して解放するが、記憶に残るかすかな思い出のために戻って来た彼を受け入れ、行動を共にする。
タリア・グラディスが艦長を務めるミネルバとは、複数回交戦した。また、対面しての会話も行っている。
最終決戦のメサイア攻防戦では、かつてのストライクと同様にアカツキでアークエンジェルの盾となったことによってムウとしての記憶を取り戻したネオの姿に、喜びの涙を流す。激戦の末にミネルバを撃破して月面へ不時着していく同艦に敬礼し、戦場に戦闘停止の提案が出された後、ムウとして帰艦したネオとモニター越しに笑顔を向け合っている。『スペシャルエディション 完結編「自由の代償」』では、終戦後にムウやバルトフェルドと共に地球で暮らす姿が描かれた。

### 機動戦士ガンダムSEED FREEDOM
C.E.75年にオーブ、大西洋連邦、プラントの3国によって創設された世界平和監視機構「コンパス」に所属し、総裁のラクスや、キラたちかつてのアークエンジェルクルーとともに各地の紛争に介入している。階級はムウと同じく大佐であり、本作もアークエンジェル艦長として連合軍時代からの仲間を率いている。
ユーラシア連邦からの独立国であるファウンデーション王国の依頼を受けてブルーコスモスゲリラの鎮圧作戦に参加するが、友軍であるはずの女王親衛隊ブラックナイトスコード（ブラックナイツ）に洗脳されてユーラシア国境内に侵入するという禁を犯したキラが反逆者の汚名を着せられ、その現場を目の当たりにしたムウやアークエンジェル隊もろとも口封じとして抹殺されかける。ブラックナイツの攻撃で損傷し航行不能に陥るが、その直前にエンジンを切り離し、クルーに退艦命令を出して脱出させる。自分は沈みゆくアークエンジェルの甲板に残されるが、ムウのムラサメ改に救出され、シュラの操作で発射されたユーラシア軍基地内の戦術核ミサイルが着弾する前にオーブへと脱出する。潜伏先であるアカツキ島で、別行動を゙取っていたアスランからファウンデーションの経歴と真の目的を知らされた後、キラ達とともにハイジャックを装って、戦いを生き残ったもう1隻の「コンパス」母艦「ミレニアム」を乗っ取ろうとするが、その思惑を察して備えていたアレクセイにミレニアムの艦長職を譲られ、改修・強化された機体を受領してファウンデーションとの決戦のために出港する。その動きを掴んだアウラたちファウンデーションによるオーブへのレクイエム攻撃が迫るなか、キラはミレニアムからファウンデーション側に通信を繋ぎ、自身の生存、そしてファウンデーションによる偽装工作の証拠を掴んでいる事実を伝える。この挑発に憤慨したアウラは、レクイエムの照準をオーブ首都オロファトからミレニアムに変更するが、ミレニアムはこの砲撃を間一髪で回避し、宇宙へ進出する。その後は戦闘艦橋へと上がり、今は亡きかつての仲間であるナタル・バジルールが行っていた戦術を使い、ファウンデーション軍艦隊を次々と撃ち破る。最終的にアウラが乗艦する旗艦グルヴェイグへと突貫し、一斉砲撃で完全に沈める。戦闘終結後、ミレニアムに帰還したムウと熱い抱擁と口づけを交わす。

## 他作品での出演
詳細は省略するが、ほとんどの作品でマリューを演じる三石琴乃が演じてきた他作品の登場人物にちなんだネタ台詞が用意されている。
- 第3次スーパーロボット大戦α 終焉の銀河へ
- スーパーロボット大戦W
- スーパーロボット大戦Z
- スーパーロボット大戦K
- 機動戦士ガンダムSEED DESTINY 連合vs.Z.A.F.T.II
- ガンダムビルドファイターズ - ヤサカ・マオの師匠、珍庵がガンダムシリーズで好きなキャラクターはマリューという設定[8]。第17話では珍庵がマオとの会話でマリューを挙げた後、再現シーンに彼女が新規作画と台詞付き[注 8]で数カット登場した。

## 評価
2019年にgooランキングが実施した「ガンダム史上最も有能だと思う指揮官・リーダーランキング」では、ブライト・ノアやシャア・アズナブルに次ぐ第3位を記録している。